# Pavel Bém
Pavel Bém (ur. 18 lipca 1963 w Pradze) – czeski polityk. Od 2002 do 2010 burmistrz Pragi. Jest członkiem partii ODS, a w latach 2004–2008 był jej 1. wiceprezesem. Z wykształcenia jest lekarzem psychiatrą, z zamiłowania alpinistą – 18 maja 2007 zdobył Mount Everest jako dziesiąty w historii Czech. Jego następcą został Bohuslav Svoboda.